# 434
434 (CDXXXIV) fue un año común comenzado en lunes del calendario juliano, en vigor en aquella fecha.
En el Imperio romano, el año fue nombrado el del consulado de Aspar y Aerobindo, o menos comúnmente, como el 1187 Ab urbe condita, adquiriendo su denominación como 434 a principios de la Edad Media, al establecerse el anno Domini.

## Acontecimientos
- Bleda y Atila se convierten en reyes de los hunos luego de la muerte de su tío Rugila.

## Fallecimientos
- Rugila, rey de los hunos